# Kuril'sk
Kuril'sk (anche traslitterato come Kurilsk; in giapponese, 紗那村, Shana) è una cittadina della Russia asiatica, situata nell'Estremo Oriente Russo (Oblast' di Sachalin), nella parte meridionale dell'arcipelago delle isole Curili (isola di Iturup), alcune centinaia di chilometri a sudest di Južno-Sachalinsk; è capoluogo dell'omonimo distretto.
Fondata verso la fine del XVIII secolo, divenne città, ottenendo l'attuale nome, nel 1947. La cittadina appartenne fino al 1945 all'impero del Giappone e aveva nome Shana.

## Società

### Evoluzione demografica
Fonte: mojgorod.ru
- 1959: 1.500
- 1979: 1.600
- 1989: 2.700
- 2002: 2.233
- 2007: 1.900
- 2023: 2.537

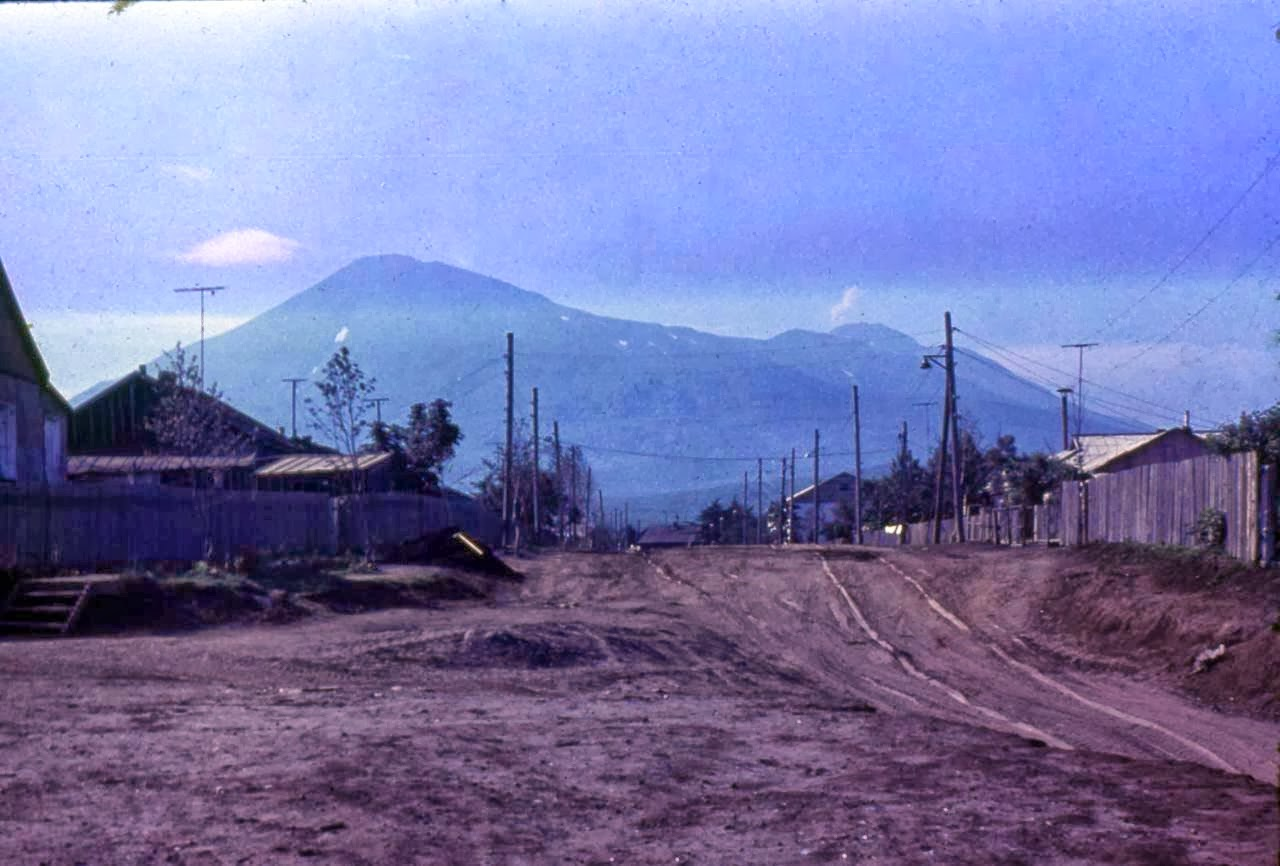
Kuril'sk nel 1981
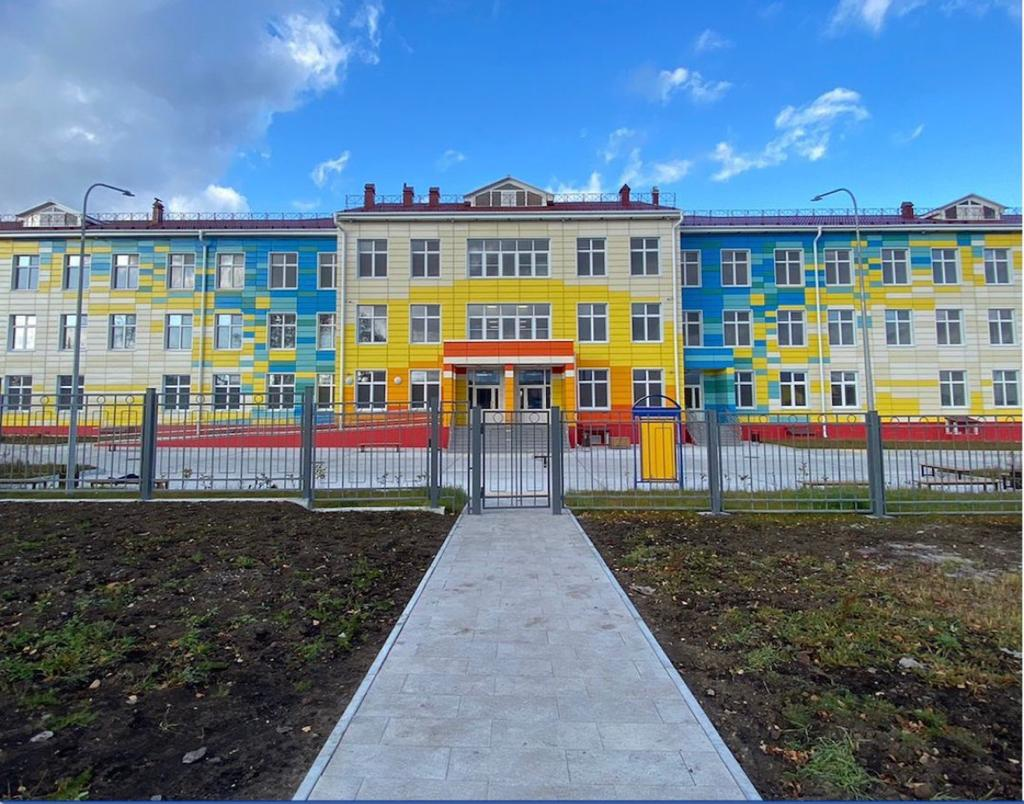
L'edificio scolastico cittadino
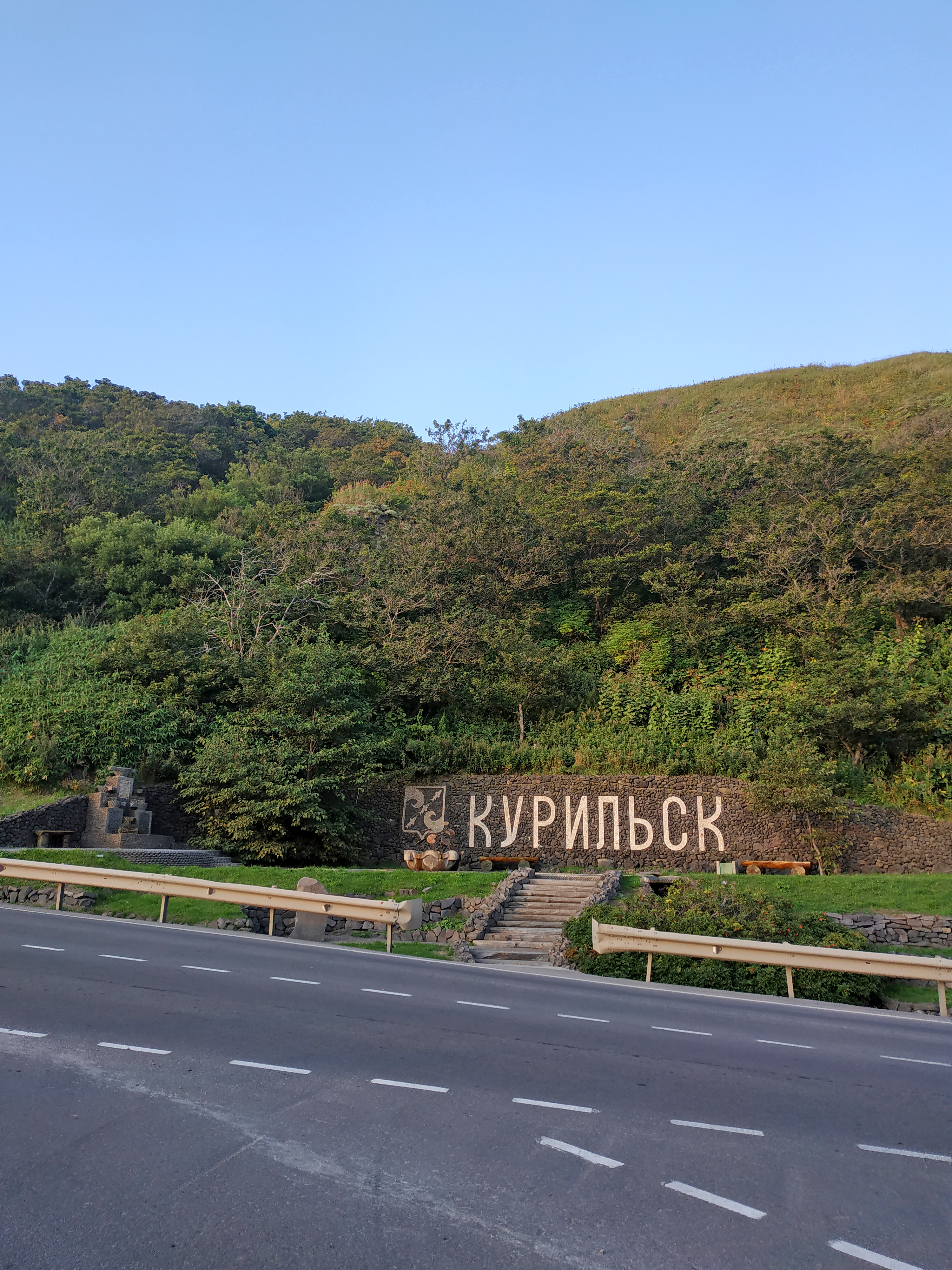
Piazza Kuril'sk
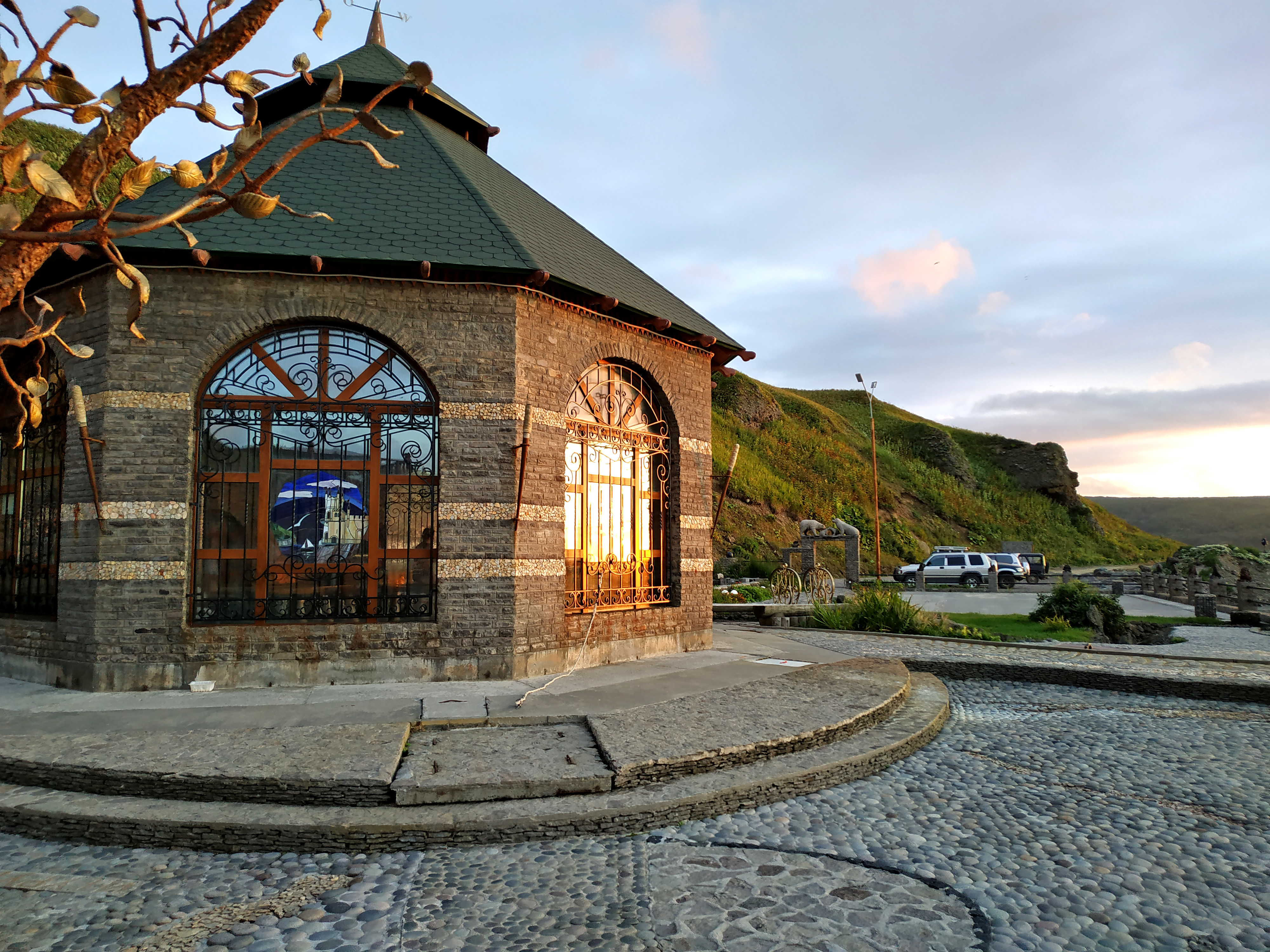
Le terme Vannochki nei pressi della città